# North Slope
El North Slope es una región del estado estadounidense de Alaska con una superficie de 230.500 km². Gran parte de la región se encuentra en el borough de North Slope. Limita al sur con la vertiente norte de la cordillera de Brooks y al norte con el mar de Chukotka y el mar de Beaufort, mares marginales del océano Ártico.
La Reserva Nacional de Petróleo-Alaska (NPR-A) con el yacimiento petrolífero de Prudhoe Bay se encuentra en la región. El petróleo producido se transporta al sur por el oleoducto Trans-Alaska. El Refugio Nacional de Vida Silvestre del Ártico, el refugio de vida silvestre más septentrional de Estados Unidos, está situado en la llanura costera de la vertiente norte. La autopista Dalton es la única conexión por carretera con la región.

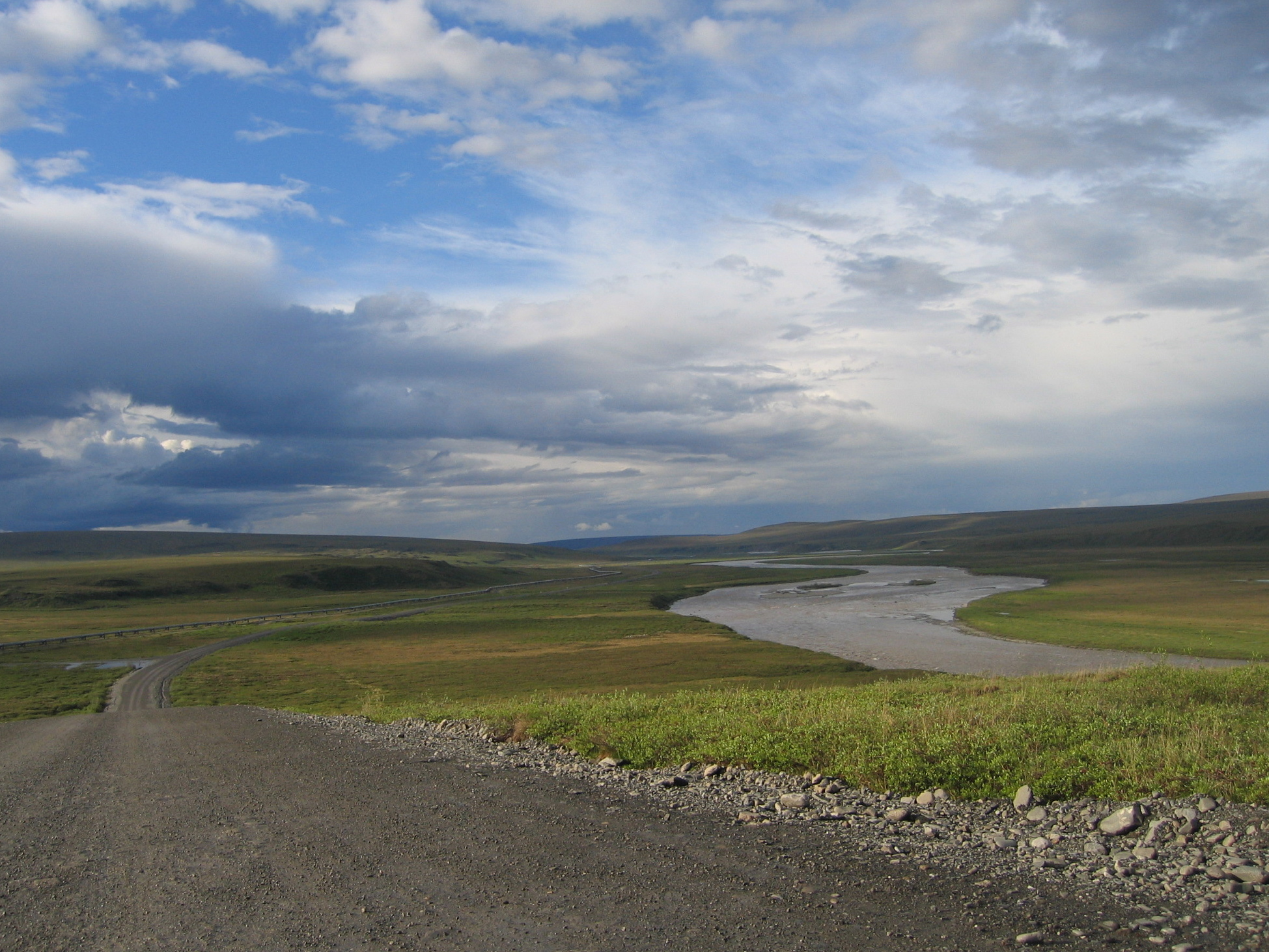
Autopista Dalton y río Sagavanirktok

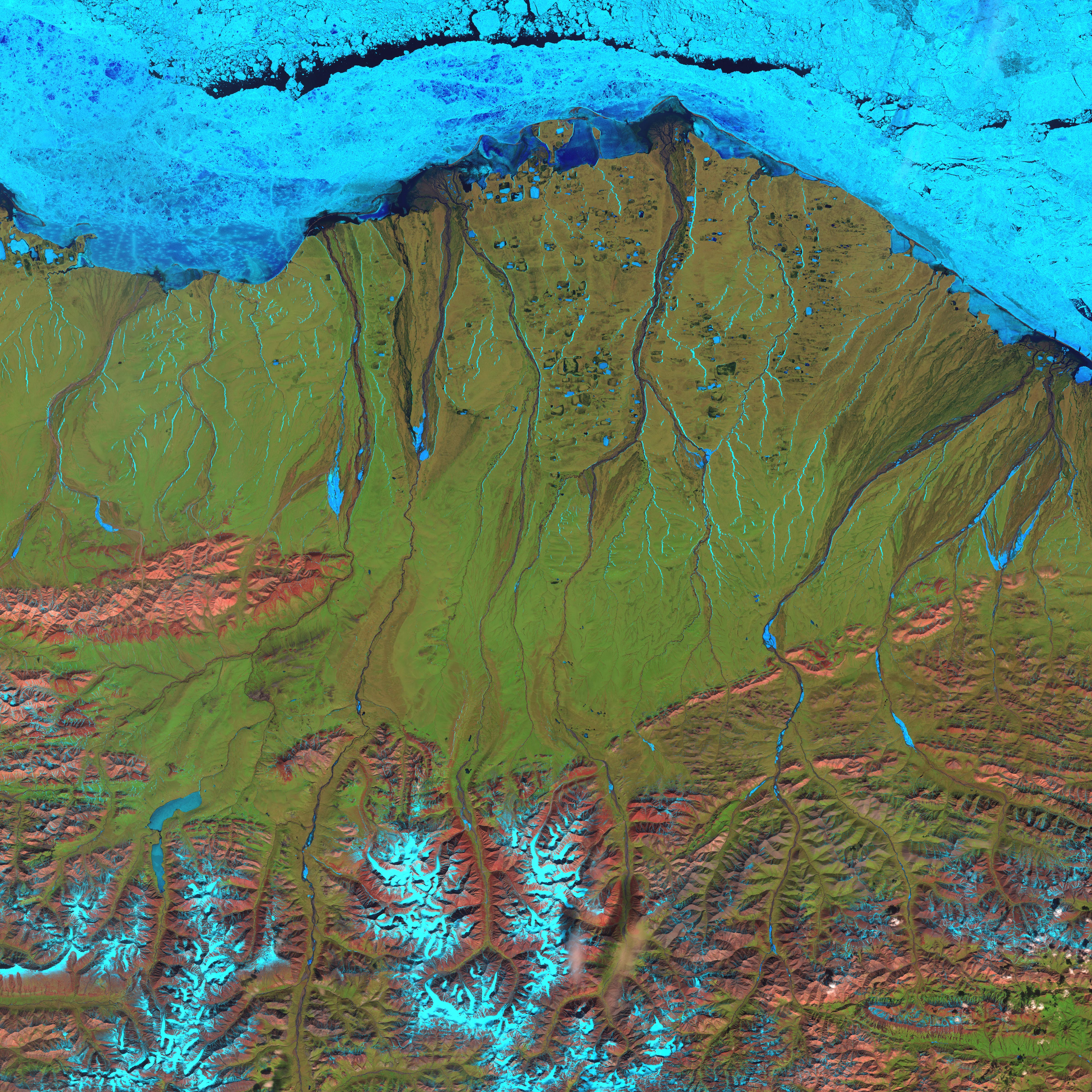
Imagen de satélite del North Slope (el océano Ártico arriba, la cordillera Brooks abajo)

En verano sólo se descongelan las capas superiores del suelo de la tundra de la vertiente norte. En este suelo de permafrost, el agua de lluvia y de deshielo fluye en amplios y poco profundos arroyos hacia el mar o forma grandes estanques y lagos. Al norte del círculo polar ártico, la línea de árboles en Alaska desciende hasta el nivel del mar, por lo que el North Slope no tiene árboles. En las laderas de la cordillera de Brooks anidan cisnes de la tundra, charranes árticos, págalo rabero, eider de anteojos y búhos nevados. Las dos mayores manadas de caribúes de Alaska, la del Ártico Occidental, con hasta 400.000 animales, y la del Puercoespín, con unos 160.000, recorren North Slope.
La vertiente norte tiene un clima polar. Las masas de aire ártico represadas por la cordillera de Brooks y la baja irradiación energética anual provocada por el ángulo plano de insolación no permiten que la temperatura media suba más de 10 °C en el mes más cálido de julio. Sin embargo, los largos periodos de sol en verano son suficientes para crear un cinturón libre de hielo a lo largo de la costa ártica. La cantidad de precipitaciones, unos 120 mm al año, es comparable a la de las regiones desérticas.